# Ружић Село
Ружић Село је бивше насељено место у саставу града Бакра, Приморско-горанска жупанија, Република Хрватска.

## Историја
До нове територијалне организације налазило се у саставу бивше велике општине Ријека. Насеље је на попису 2001. године укинуто и припојено насељу Хрељин.

## Становништво
На попису становништва 1991. године, насељено место Ружић Село је имало 583 становника, следећег националног састава:
| Попис 1991.‍  | Попис 1991.‍  | Попис 1991.‍ | Попис 1991.‍ | Попис 1991.‍ |
| ------------ | ------------ | ----------- | ----------- | ----------- |
|              |              |             |             |             |
| Хрвати       | Хрвати       |             | 484         | 83,01%      |
| Срби         | Срби         |             | 56          | 9,60%       |
| Муслимани    | Муслимани    |             | 10          | 1,71%       |
| Југословени  | Југословени  |             | 6           | 1,02%       |
| Словенци     | Словенци     |             | 2           | 0,34%       |
| Македонци    | Македонци    |             | 1           | 0,17%       |
| остали       | остали       |             | 1           | 0,17%       |
| неопредељени | неопредељени |             | 3           | 0,51%       |
| регион. опр. | регион. опр. |             | 3           | 0,51%       |
| непознато    | непознато    |             | 17          | 2,91%       |
| укупно: 583  |              |             |             |             |